# Nantes Rezé Métropole Volley 2015-2016
Questa voce raccoglie le informazioni riguardanti il Nantes Rezé Métropole Volley nelle competizioni ufficiali della stagione 2015-2016.

## Organigramma societario
Area direttiva
- Presidente: Thierry Rose
- Vicepresidente: Christophe Guégan

Area organizzativa
- Area amministrativa: Laurent Buvry, Hervé Bounolleau
- Manager generale: Dominique Amans

Area tecnica
- Allenatore: Martin Demar
- Scout man: Arnaud Gueguen

Area comunicazione
- Ufficio comunicazioni: Dominique Leroux, Valentin Sausse

Area marketing
- Ufficio marketing: Dominique Leroux, Valentin Sausse

Area sanitaria
- Medico: Hani Najm
- Fisioterapista: Mickaël Berthelot

## Rosa
| N° | Nome                    | Ruolo | Data di nascita  | Nazionalità sportiva |
| -- | ----------------------- | ----- | ---------------- | -------------------- |
| 2  | Jan Hadrava             | S/O   | 3 giugno 1991    | Rep. Ceca            |
| 3  | Aleš Holubec            | C     | 13 marzo 1984    | Rep. Ceca            |
| 5  | Floris van Rekom        | S     | 8 maggio 1991    | Paesi Bassi          |
| 6  | Maxwell Burt            | C     | 27 luglio 1988   | Canada               |
| 7  | Dirk Westphal           | S     | 31 gennaio 1986  | Germania             |
| 8  | Branislav Skladaný      | P     | 16 novembre 1983 | Slovacchia           |
| 10 | Jean-Philippe Sol       | C     | 1º gennaio 1986  | Francia              |
| 12 | Matyáš Démar            | P     | 1º ottobre 1991  | Rep. Ceca            |
| 13 | Daryl Antoinette        | S/O   | 13 agosto 1997   | Francia              |
| 14 | Andrej Patúc            | S     | 30 dicembre 1984 | Slovacchia           |
| 18 | Achilleas Papadīmītriou | L     | 18 agosto 1980   | Grecia               |